# ぱぴゅーん
ぱぴゅーんは、吉本興業(厳密にはよしもとクリエイティブ・エージェンシー福岡事務所)所属のお笑いコンビ。

## メンバー
- 岡村 まゆ(おかむら まゆ、1988年5月12日（36歳） - )

福岡県春日市出身。ツッコミ担当。立ち位置は左。血液型はA型。
- 小川 夏海(おがわ なつみ、1988年5月23日（36歳） - )

福岡県筑紫野市出身。ボケ担当。立ち位置は右。血液型はO型。

## 来歴
2004年7月結成。共に福岡県出身であり、体重38kgである岡村の独特なツッコミと小川の絵画が特徴。
2010年2月4日に岡村の退社により解散。小川はその後、石原ヨシオカとコンビ『さんぽみち』を結成、同年10月に解散後、現在はコンビ「マイクロバス」として活動。

## 戦歴
- M-1グランプリ2008二回戦進出

## 出演
- 爆笑ホワイトカーペット(フジテレビ) - キャッチコピーは「ガリガリアート」